# Orobas

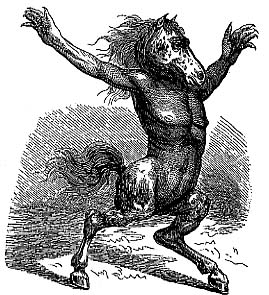
Darstellung von Orobas

In der Dämonologie ist Orobas ein Prinz der Hölle, der zwanzig Legionen von Dämonen unter seiner Kontrolle hat. Er erscheint als Pferd, das sich auf Bitte des Beschwörers in einen Mann verwandelt.
Er gibt angeblich wahre Antworten auf Fragen der Vergangenheit, Gegenwart und Zukunft, der Göttlichkeit und der Erschaffung der Welt; er verleiht außerdem Amt und Würde sowie die Gunst von Freunden und Feinden. Orobas ist gewissenhaft gegenüber dem Beschwörer, erlaubt nicht, dass irgendein Geist ihn in Versuchung führt und enttäuscht nie jemanden.
Der Name könnte von dem lateinischen Orobias stammen, einer Art Räucherwerk.
Orobas wird als 55. Dämon in der Ars Goetia erwähnt.